# ألبيتا
بلدية ألبيتا (بالإسبانية: Albeta) هي بلدية تقع في مقاطعة سرقسطة التابعة لمنطقة أراغون شمال شرق إسبانيا.

## الديموغرافيا
بلغ عدد سكان بلدية ألبيتا 149 نسمة عام 2011 (وفقاً للمعهد الوطني الإسباني للإحصاء).
| 130 | 120 | 123 | 144 | 139 | 137 | 149 |